# Кукшегоры
Ку́кшегоры (карел. Kukšimägi) — деревня в составе Коверского сельского поселения Олонецкого национального района Республики Карелия.

## География
Расположена на берегу лесного озера Кукшаярви.

## История
В результате сокращения населения в 1957 году деревни Атчула, Веккойла, Дендейла (Дондейла), Канойла, Киймусельга (Киму-Сельга), Онтура, Теппойла, Умоста и Гимойла (Чимойла) были объединены под общим названием Кукшегора.

## Население
| 2002 | 2009 | 2010 | 2013 |
| ---- | ---- | ---- | ---- |
| 58   | ↘40  | ↘36  | ↗46  |

## Русская православная церковь
23 декабря 1907 года была освящена церковь во имя святого Серафима Саровского. 10 мая 1934 года постановлением Карельского ЦИК была закрыта. Ныне храм во имя преподобного Серафима Саровского восстановлен.

1942 год
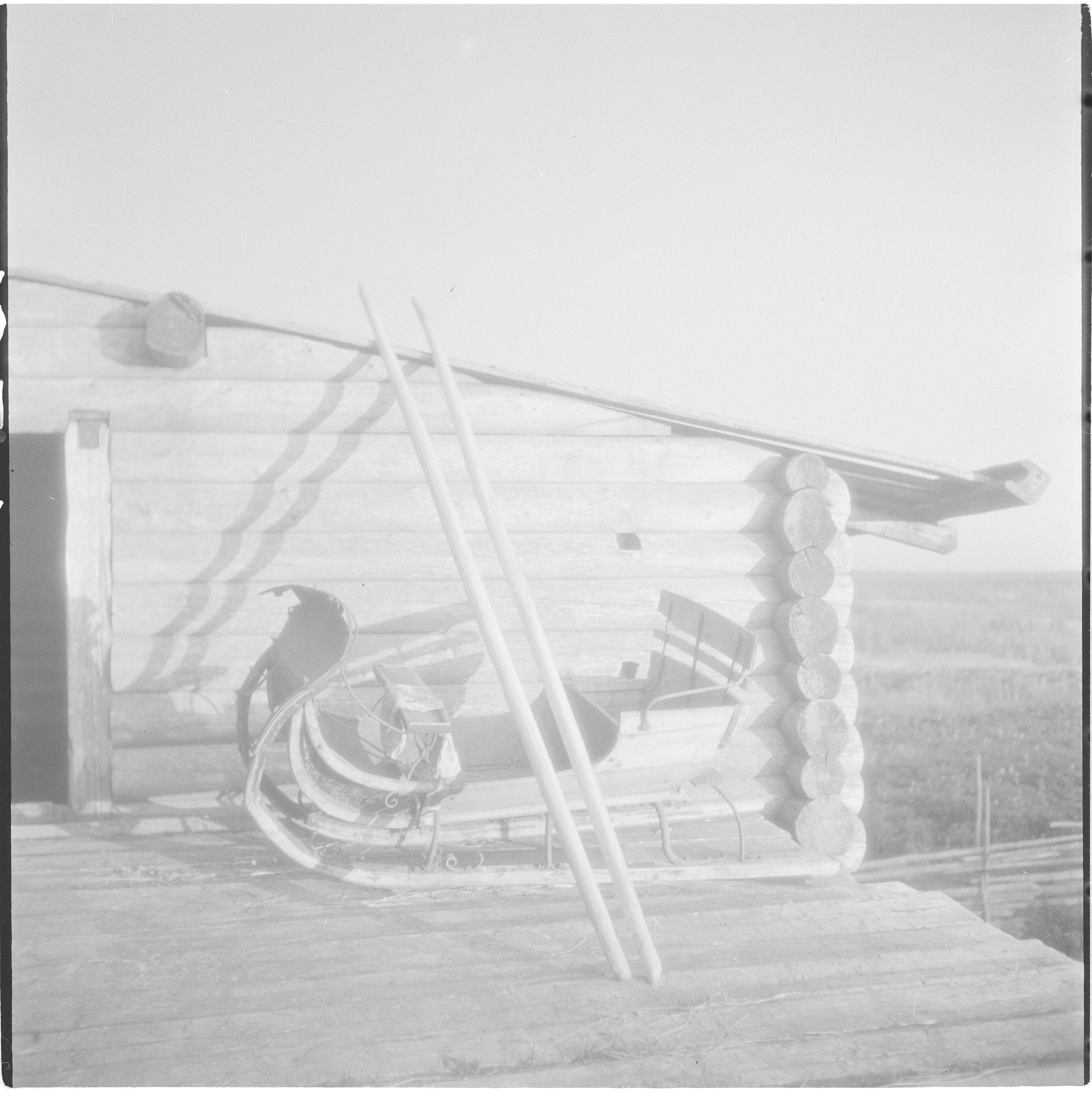
Амбар, сани
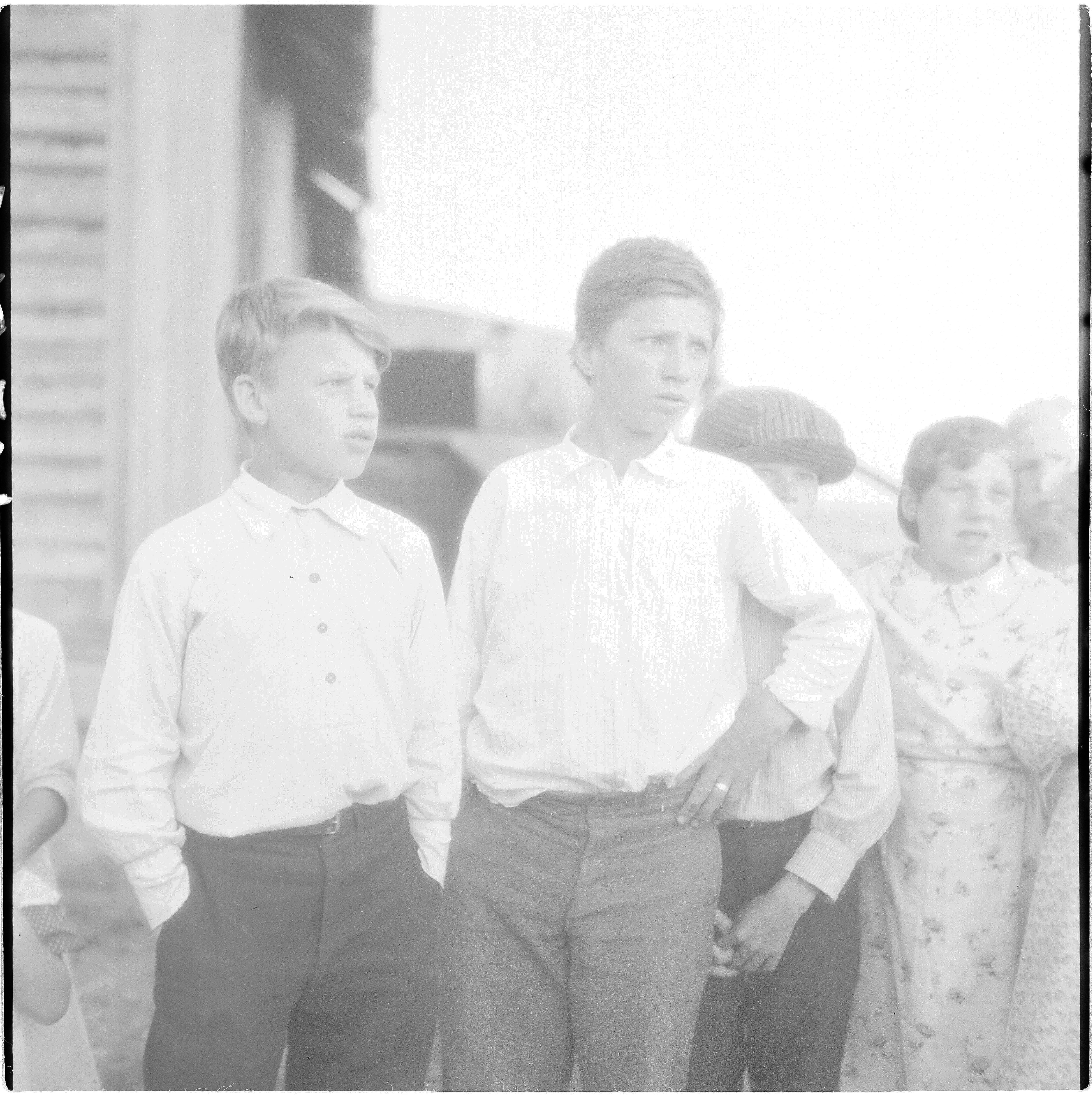
Деревенские дети
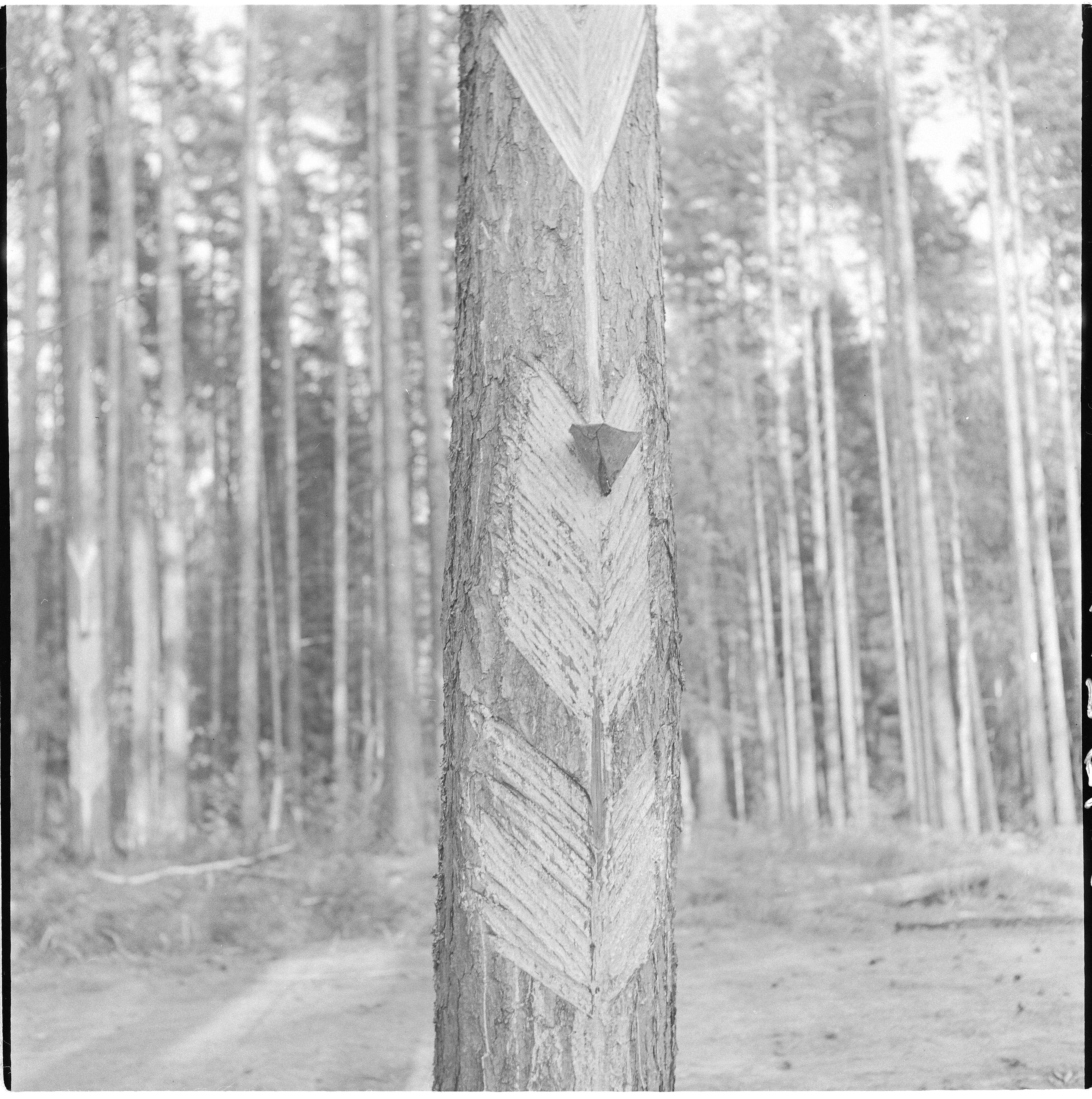
Сбор живицы
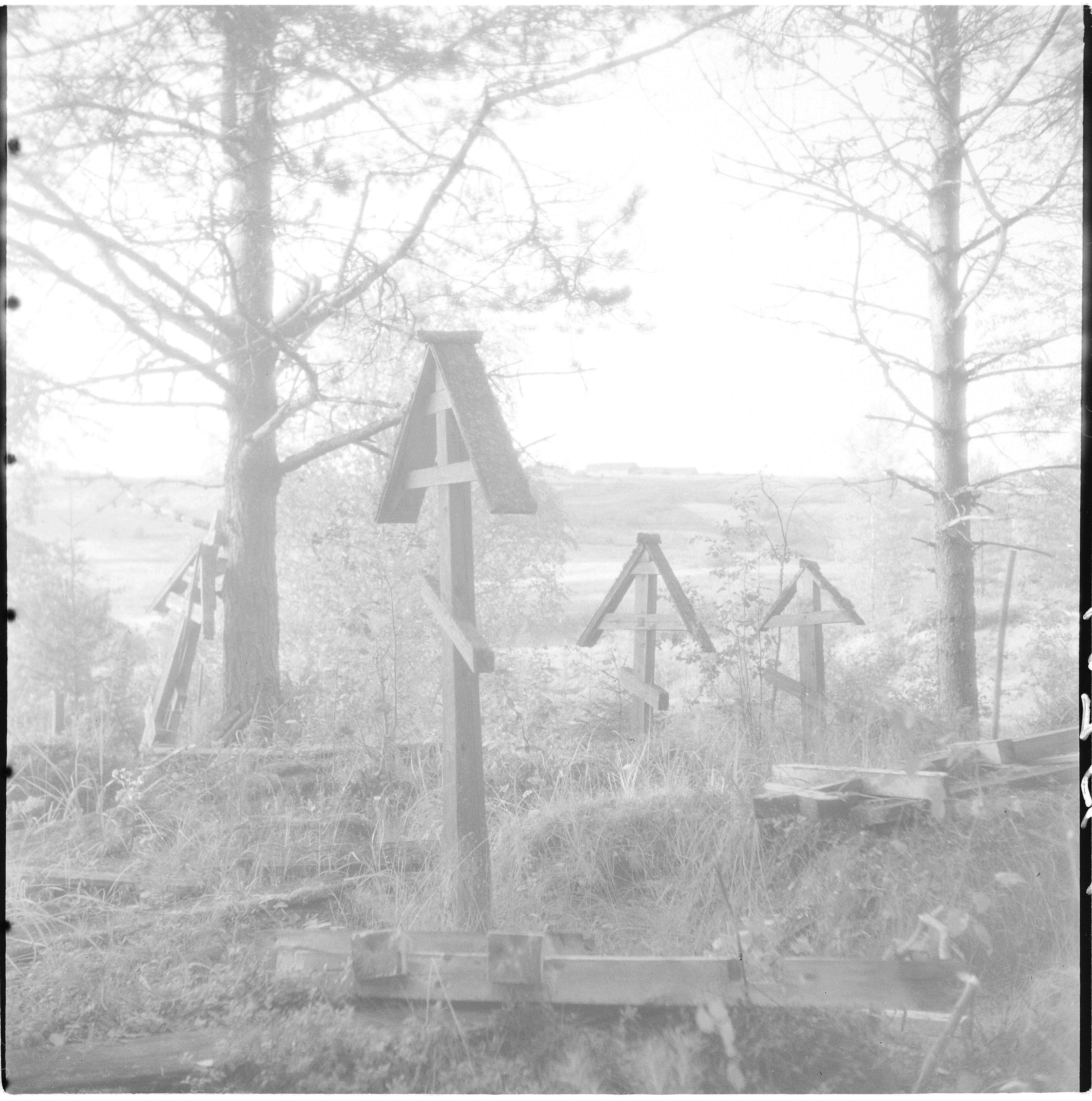
Кладбище